# 동부코르디예라꿀박쥐
동부코르디예라꿀박쥐(Lonchophylla orienticollina)는 주걱박쥐과(신세계잎코박쥐과)에 속하는 박쥐의 일종이다. 남아메리카에서 발견된다.

## 특징
작은 크기의 박쥐로 머리부터 몸까지 몸길이는 55~81mm이다. 전완장은 40~47mm, 꼬리 길이는 6.5~11.3mm, 발 길이는 10~35mm, 귀 길이는 11~18mm이고 몸무게는 최대 16g이다.